# سيمون هنري كيج
سيمون هنري كيج (بالإنجليزية: Simon Henry Gage)‏ هو عالم تشريح أمريكي، ولد في 20 مايو 1851 في مقاطعة أوتسيغو في الولايات المتحدة، وتوفي في 20 أكتوبر 1944.